# Maribel Verdú

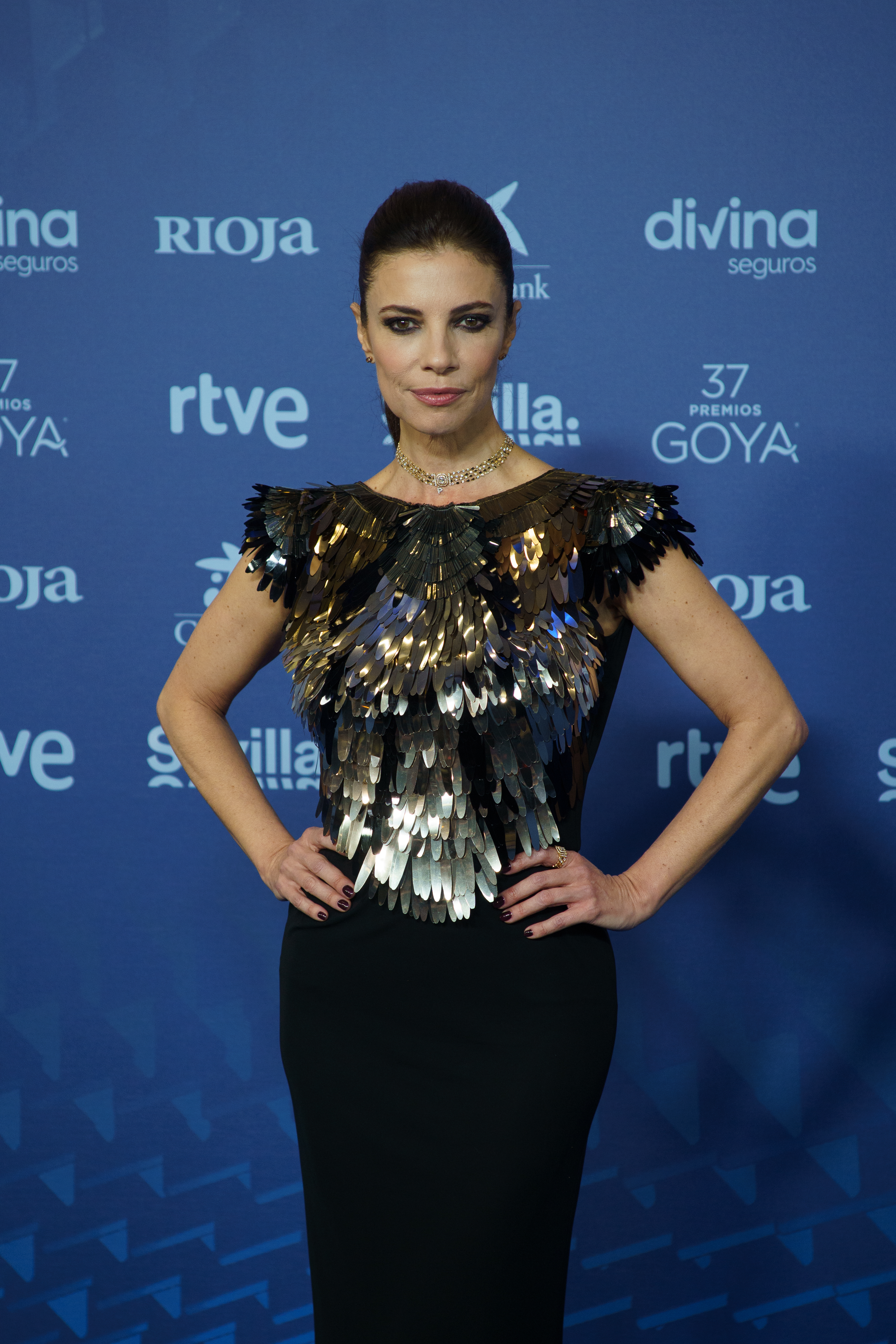
Maribel Verdú (2023)

Maribel Verdú (* 2. Oktober 1970 in Madrid als María Isabel Verdú Rollán) ist eine spanische Schauspielerin. Die 1,66 Meter große Madrilenin begann schon als Dreizehnjährige zu schauspielern und trat in mehreren Werbespots auf.
Im Laufe ihrer Karriere spielte sie schon in über 60 meist spanischen Fernseh- und Kinofilmen mit. Dazu gehören Vicente Arandas Krimidrama Amantes (1991), die Rolle der sehbehinderten, schwangeren Marina in Ricardo Francos La buena estrella (1997) oder der Part als mutige Haushälterin und Partisanenmitglied in Guillermo del Toros Oscar-prämierten Fantasyfilm Pans Labyrinth (2006), die ihr jeweils Nominierungen als beste Hauptdarstellerin für den Goya einbrachten, Spaniens nationalen Filmpreis. Die Trophäe erhielt sie schließlich 2008 für Gracia Querejetas Drama Siete mesas de billar francés, in der sie als allein erziehende Mutter zu sehen ist, die versucht, sich mit einer Billardhalle eine neue Existenz aufzubauen.
Maribel Verdú ist mit Pedro Larrañaga, dem Sohn der Schauspieler Carlos Larrañaga und María Luisa Merlo, verheiratet.

## Filmografie (Auswahl)
- 1984: La huella del crimen: El crimen del Capitán Sánchez
- 1986: 27 Horas
- 1986: Das Jahr der Aufklärung (El año de las luces)
- 1986: El orden cómico
- 1986: Nunca se sabe (Miniserie, 4 Folgen)
- 1987: La estanquera de Vallecas
- 1987: Don Juan itinerante (Fernsehfilm)
- 1987: El señor de los llanos
- 1988: El juego más divertido
- 1988: Barcelona Connection
- 1988: Sinatra
- 1988: Soldadito español
- 1988: El Aire de un crimen
- 1988: Don Juan itinerante (Fernsehfilm)
- 1989: Lobon – Wilderer der Sierra (El mundo de Juan Lobón, Miniserie, 4 Folgen)
- 1990: Ovejas negras
- 1990: Los Jinetes del alba (Fernsehmehrteiler)
- 1991: Amantes
- 1991: El Sueño de Tánger
- 1992: Salsa Rosa
- 1992: Belle Epoque
- 1992: El beso del sueño
- 1992: La grande collection (Fernsehserie, Folge La femme et le pantin)
- 1993: Tres palabras
- 1993: Macho (Huevos de oro)
- 1994: Canción de cuna
- 1994: Cianuro … ¿solo o con leche?
- 1994: Al otro lado del túnel
- 1994–97: Canguros (Fernsehserie, 54 Folgen)
- 1996: La Celestina
- 1997: La buena estrella
- 1997: Carreteras secundarias
- 1998: Frontera Sur
- 1998: Reise ins Nichts (El entusiasmo)
- 1999: Goya
- 1999: Ellas son así (Fernsehserie, 22 Folgen)
- 2000: Toreros
- 2000: El portero
- 2001: Y tu mamá también – Lust for Life (Y tu mamá también)
- 2001: Tuno negro
- 2001: Vier Frauen gegen eine Bank (El palo)
- 2002: Lisistrata
- 2003: Tiempo de tormenta
- 2003: Código fuego (Fernsehserie, 6 Folgen)
- 2003: Jericho Mansions
- 2005: Mar rojo (Fernsehfilm)
- 2006: Pans Labyrinth (El laberinto del Fauno)
- 2007: La Zona
- 2007: El niño de barro
- 2007: Siete mesas de billar francés
- 2008: Los girasoles ciegos
- 2007: Oviedo Express
- 2008: Gente de mala calidad
- 2009: Tetro
- 2011: 1395 dana bez crvene
- 2011: The Red Virgin
- 2011: De tu ventana a la mía
- 2012: Blancanieves
- 2012: Ende (Fin)
- 2012: Como estrellas fugaces
- 2013: 15 Años Y Un Día
- 2015: Felices 140
- 2015: Sin hijos
- 2016: La punta del iceberg
- 2016: El faro de las orcas
- 2017: Abracadabra
- 2017: Llueven vacas
- 2018: Empowered, eine Frau rechnet ab (Sin rodeos)
- 2018: Ola de crímenes
- 2018: Superlópez
- 2019: El doble más quince
- 2019: El asesino de los caprichos
- 2019: Verstecken ist vergebens (No te puedes esconder, Fernsehserie, 10 Folgen)
- 2020: El año de la furia
- 2021: Ana Tramel. El juego (Fernsehserie, 6 Folgen)
- 2022: 20 Years  (Now and Then, Fernsehserie, 8 Folgen)
- 2022: Historias para no contar
- 2022: Raymond & Ray
- 2023: The Flash
- 2023: Einer muss sterben (Uno para morir)
- 2023: Pet Shop Days
- 2023: Tödliche Einladung (Invitación a un Asesinato)
- 2023: Familia
- 2023–2024: Élite (Fernsehserie)